# Alta tecnologia
Alta tecnologia (em inglês, high tech) refere-se à tecnologia considerada estado da arte ou de ponta (em inglês, cutting-edge), isto é, que trabalha com as mais recentes inovações tecnológicas, ou na sua investigação.
Na procura do melhor artigo do New York Times, a primeira ocorrência da expresão "alta tecnologia" numa história de 1950 advogando energia nuclear para a Europa:
Não existe classe de tecnologia com esta classificação - a definição sofre mutações ao longo do tempo, razão pela qual produtos considerados de ponta na década de 1960 são considerados, actualmente, se não de baixa tecnologia, completamente obsoletos. Por este motivo, é recorrente o marketing aproveitar esta expressão para promover qualquer produto novo como sendo de "alta tecnologia".
Como a tecnologia atualmente se desenvolve em um ritmo muito acelerado, algo de alta tecnologia (moderno) pode, rapidamente, transformar-se em algo de baixa tecnologia ou obsoleto.